# Lutz Vogt
Lutz Vogt (* 1968) ist ein deutscher Sportwissenschaftler und Hochschullehrer.

## Leben
Vogt studierte an der Johann Wolfgang Goethe-Universität Frankfurt am Main Sportwissenschaft mit den Schwerpunkten Prävention und Rehabilitation. Ebendort wurden im Jahr 2000 seine Doktorarbeit zum Thema „Bewegungsverhalten chronischer Rückenschmerzpatienten“ und 2005 seine Habilitation (Thema: „Instrumentelle Ganganalyse : Grundlagen, Mehrwert, Grenzgebiete“) angenommen.
2009 trat Vogt in der Abteilung Sportmedizin des Instituts für Sportwissenschaften der Goethe-Universität Frankfurt eine Professorenstelle an, zu seinem Arbeitsbereich zählen die Gebiete Bewegungstherapie und Gesundheitssport, Funktionsdiagnostik des Bewegungssystems, Ganganalyse sowie Forschungsmethodologie, Studien- und Projektplanung. Von 2013 bis 2019 gehörte er dem Vorstand der Deutschen Vereinigung für Sportwissenschaft an und war Vizepräsident für Bewegung und Gesundheit.